# انستیتوی فرانسوی روابط بین‌المللی
انستیتوی فرانسوی روابط بین‌المللی (به فرانسوی: Institut français des relations internationales)، که با نام ایفری (IFRI) نیز شناخته می‌شود، مرکز اصلی تبادل نظر و تحقیقات مستقل درباب تجزیه و تحلیل مسائل بین‌المللی در فرانسه است.
ایفری در سال ۲۰۱۱ برای چهارمین سال متوالی به عنوان تنها انستیتوی تحقیقاتی فرانسه در میان پنجاه اندیشکده برتر که هریک در رأس بانفوذ ترین نشریّات جهان (البته بجز آمریکای شمالی) قراردارند، شناخته شد. این مؤسسه مطابق آخرین طبقه‌بندی سازمانِ موسوم به Global Go-to think tank، سومین مقام را در اروپا بدست آورده است. قابل ذکر است که سازمان مزبور به دانشگاه پنسیلوانیا تعلّق دارد که خود شامل ۶۴۸۰ مؤسسه ی مختلف واقع در ۱۶۹ کشور متفاوت است.
ایفری با الهام از مدل‌های انگلیسی-آمریکایی شکل گرفته و اولین باشگاه فرانسوی تبادل افکار (آزمایشگاه عقاید) را از زمان تأسیس خود در ۱۹۷۹ توسط تیِری دُ مونبریال تشکیل می‌دهد. کار اصلی این مؤسسه که از بزرگترین باشگاه‌های تبادل افکار بین‌المللی است، به‌خصوص گردهمایی فعّالان و تحلیلگران مسائل بین‌المللی و ایجاد محیطی آزاد برای تأمل و تعمّق در مهم‌ترین معضلات عصر حاضر می‌باشد.
لذا می‌توان وظایف آن را به صورت زیر برشمرد:
- توسعة تحقیقات عملی درزمینه سیاست‌های بخش دولتی در سطح بین‌المللی
- تشویق و تسهیل در تبادل افکار و مناسبات متقابل و سازنده درمیان محققین، دست‌اندرکاران سیاسی و رهبران افکار عمومی

ایفری تحت سرپرستی هیچ‌یک از بخش های دولتی نیست و به‌هیچ حزبی تعلّق ندارد. این مؤسسه همواره توجّهی خاص به استقلال سیاسی و فکری خود داشته و برآن بوده است که به تکثیر و تعدّد منابع مالی عمومی خود همّت گمارد. با بودجه‌ای بالغ بر ۶٫۵ میلیون یورو که هفتاد درصد آن را بخش خصوصی تأمین می‌کند، توانسته‌است که همچنان علی‌رغم محدودیّت‌های ناشی از بحران اقتصادی جهان به استقلال و مأموریّت اصلی خود وفادار باقی بماند.
انستیتو ایفری دارای شصت کارمند دائمی است که سی تن از آن‌ها را پژوهشگران فرانسوی و خارجی تشکیل می‌دهند. محقّقین مذکور از افق‌های مختلف سیاسی گردهم آمده‌اند. بیش از نیمی از این کارمندان کمتراز چهل سال دارند. ابعاد تحقیقاتی مؤسسه براساس مناطق جغرافیائی شکل‌گرفته، مناطقی که واجد محوری افقی نیز میان یکدیگر بوده به صورت جمعی و متقاطع به مسائلی چون امنیّت و معضلات استراتژیک، سوخت و انرژی، امور فضایی، اقتصاد بین‌المللی، مهاجرت، امور مربوط به بهداشت و محیط زیست می‌پردازند.
ایفری علاوه بر فعالیّتهای تحقیقاتی خود هرساله سخنرانان معروف جهان را نیز گردهم می‌آورد تا در محیطی غیررسمی به ارائه تجزیه و تحلیل‌های پرارزش خود در مورد مسائل بین‌المللی بپردازند؛ لذا هرسال حدود چهل سخنران را در پاریس گردهم میاورد. این رقم در سال ۲۰۱۱ بالغ بر ۴۲ سخنران بود. بیش از ده هزار نفر در این مجالس شرکت می‌کنند. از سخنرانان و مدعوین سال‌های اخیر می‌توان از شخصیّتهای زیر نام برد: نیکُلا سارکوزی، دمیتری مِدوِدِک، هو جینتائو، جلال طالبانی، حمید کارزایی، ولادیمیر پوتین، میخائیل ساکاچویلی، عبدولای واده، واتسلاف کلاوس، پرویز مُشرّف، عبدالله گول، ویکتور بوریس تَدیک، ویکتور ایانوکویچ، پُل کَگَمه، هرمن وَن رومپوی، مَنوئِل برَّزو، اَندِرس راسموسِن و … .

## تاریخچه
در سال ۱۹۷۳ تیری دُ مُونبریال (Thierry de Montbrial)، از طرف میشل ژُبِر، وزیر وقت امور خارجه فرانسه مأموریّت یافت تا مرکز تجزیه، تحلیلات و پیشبینی‌های سیاسی (Centre d’analyses et de prévisions, CAP) را در وزارت امور خارجه جهت بررسی و مطالعه سیستم روابط بین‌المللی تأسیس کند. در محدوده چنین ضوابطی بود که بالاخره تیری مونبریال توانست، آرزوی دیرینه خود را درایجاد مرکزی تحقیقاتی و مستقل جامه عمل بخشد؛ لذا در ۱۹۷۹ با پشتیبانی و حمایت رِمون بار نخست‌وزیر، لوئی دو گونیو، وزیر خارجه و جانشینش ژان فرانسوا-پونسه به تأسیس مؤسسه ی فرانسوی روابط بین‌المللی همت گماشت. مارک ژیلبِر که قبلاً سمت تولیدکننده را در دفتر رادیو تلویزیون فرانسه (ORTF) بعهده داشت، مقام دبیرکلّ را در مؤسسه احراز کرد. ایفری در واقع برمبنای سازمانی بنام مطالعات سیاست خارجی (CEPE) بنیان نهاده شد. این سازمان خود در سال ۱۹۳۵ توسط دانشگاه‌های فرانسه و بنیاد کارنگی نیویورک، جهت صلح بین‌المللی بنیان‌گذاری شده بود. در حال حاضر مؤسسه ایفری با حدود هشتاد شرکت متفاوت همکاری داشته و دارای تقریباً چهارصد عضو فعّال (اعم از حقیقی و حقوقی) است. دُمینیک موئیری، سمت مشاور ویژه آن را بعهده دارد.

## شبکه‌ها و انشعابات آن در کشورهای خارجی
انستیتو ایفری همواره با سازمان‌های مشابه خود در سطح بین‌المللی دررابطه بوده با آن‌ها در حال همکاری است. در اینجا به ذکر تعدادی از آن‌ها می‌پردازیم:
- سازمان همکاری‌های راند (RAND Corporation)
- مؤسسة بروکینگز
- سازمان مشاوره درباب روابط خارجی و مرکز مطالعات استراتژیک و بین‌المللی (CSIS)
- موقوفه کارنگی برای صلح بین‌المللی
- انستیتوی ژاپنی امور بین‌المللی (JIIA)
- پژوهشکده دولتی روابط بین‌المللی مسکو (MGIMO)
- بنیاد فرانسوی-کُرهای، شورای روابط خارجی آلمان (DGAP)

ایفری در پی ایجاد انستیتویی اروپایی است که پایگاهی فرانسوی داشته باشد. بُعد اروپائی آن هدف اصلی را در فعالیّت هایش تشکیل می‌دهد؛ لذا دارای دفتر ویژه ای در بروکسل می‌باشد که در مارس سال ۲۰۰۵ افتتاح گردیده‌است. این دفتر واسطه‌ای میان پاریس و بروکسل می‌باشد. وظیفه اصلی آن غنا بخشیدن به مناظرات و تبادلات فکری در اروپا است. دفتر ایفری در بروکسل هرساله حدود سی نشست و کنفرانس برپا می‌کند. موضوعات مورد بررسی این جلسات در سال ۲۰۱۱ از این قرار بود: نحوه حاکمیّت اقتصادی اروپا، سیاست اروپا در مورد کشورهای مجاور، ناتو و روسیه در رابطه با افغانستان، مهاجران غیرقانونی در اروپا، سیاست‌های اروپا درباب انرژی و محیط زیست، امنیّت فضایی در اروپا و امنیّت در آفریقای جنوب صحرا.

## مأموریّت‌ها
تحقیقات مؤسسه ایفری در جهت روشن ساختن و پیش‌بینی مهم‌ترین وقایع بین‌المللی است. این تحقیقات قبل از همه متوجه تصمیم‌گیران سیاسی و اقتصادی، اعضای آکادمی‌های مختلف، رهبران افکار عمومی و نمایندگان جامعه مدنی است. برای بررسی این‌گونه مسائل، تحقیقات مؤسسه با توجه به مناطق مختلف (اروپا، آسیا، آفریقا، خاورمیانه، مغرب، ترکیه، ایالات متحده آمریکا، روسیه، فرانسه و آلمان…) تقسیم و تنظیم شده‌است. در عین حال بررسی مسائل حاصل از تقاطع سیاسی و اقتصادی این مناطق، از جمله فعالیّت های اصلی ایفری می‌باشد. این مناطق هر یک مرکز تحقیقاتی خاصی را تشکیل می‌دهند مانند تحقیقاتی در مورد جهانی شدن مسائل و اقتصاد جهانی، امور استراتژیک و امنیّت منطقه ای، مهاجران و مسائل مربوط به هویّت ملّی، مقتضیّات هر منطقه در رابطه به مسئله سوخت و انرژی، اقلیم، آب و هوا و ...، مراکز تحقیقاتی مذکور نتیجه فعالیّت های خود را در سایت ایفری منتشر می‌کنند.
پژوهشگران این مؤسسه در پانزده واحد تحقیقاتی متفاوت، مسائل منطقه‌ای و مناسبات مناطق مختلف سیاسی را با یکدیگر مورد مطالعه قرار می‌دهند.

## تحقق‌یافته
هیئت تحریریه مؤسسه دارای دو نشریه عمده می‌باشد که عبارتنداز:
- رَمسِس (Ramsès) که نشری‌های سالیانه است و به‌طور جمعی منتشر می‌شود
- پولیتیک اترانژر (Politique étrangère) که هر سه ماه یکبار منتشر می‌شود

رمسس از ۱۹۸۱ تاکنون به طور سالانه به مطالعه و تحقیق درباب گرایش‌های مهم جهانی پرداخته‌است. میزان انتشار آن بالغ بر ده هزار مجلد است. پولیتیک اترانژر هم که در سال ۱۹۳۶ بنیان‌گذاری شده است، قدیمی‌ترین نشریه فرانسوی در زمینه این‌گونه مطالعات محسوب می‌گردد. این نشریه هر سه ماه، نظری جامع از تقاطع مسائل عمده سیاست‌های کنونی مناطق مختلف دنیا می‌دهد. یکی از شماره‌های آن در سال ۲۰۰۶ به بزرگداشت هفتادمین سال بنیان‌گذاری نشریه اختصاص یافت.
در کنار این مجلات، ایفری انتشارات کم‌حجم‌تری نیز دارد که گاهی صورت تحقیقاتی مضاعفی بخود می‌گیرند من جمله: یادداشت‌های ایفری مطالعات ایفری، جزوه کوچکی بنام اخبار ایفری و حدود دوازده مجموعه اینترنتی که در رابطه با فعالیّت های ایفری تدوین می‌گردند. انتشار کتب محققان ایفری را نیز می‌بایستی به این فعالیّت ها افزود. مؤسسه ایفری تجزیه و تحلیل‌های خود را به چند زبان مختلف منتشر می‌کند. در سال ۲۰۱۱ دوازده کتاب به چاپ رسانید که چهار مجلد آن به زبان‌های خارجی (غیر فرانسوی) بود. به‌همین ترتیب تعداد صد و سی یادداشت اینترنتی انتشار داده‌است که پنجاه درصد آن‌ها به زبان‌های خارجی (انگلیسی، آلمانی و روسی) است.